# Schistochilaster piliger
Schistochilaster piliger là một loài rêu tản trong họ Schistochilaceae. Loài này được (Stephani) H.A. Mill. miêu tả khoa học lần đầu tiên năm 1970.